# B仔涼粉

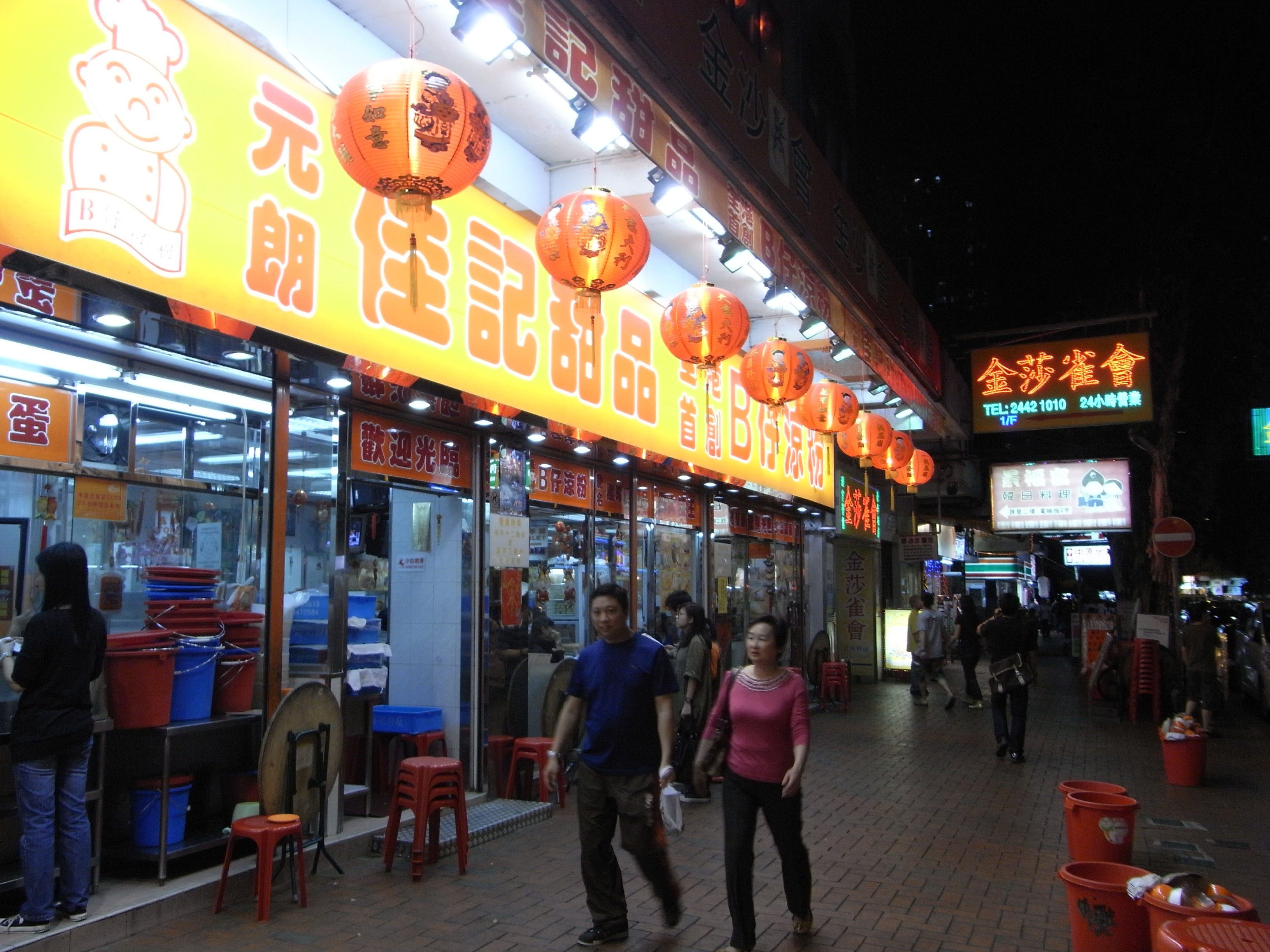
元朗又新街新店

B仔涼粉為由一間坐落於香港元朗山貝河的佳記甜品的糖水店所創造的特色涼粉，為元朗區的知名甜品之一。
現時，B仔涼粉成為了該店的別稱。該店開業自1985年，十多年來只有面對元朗山貝河（近教育路）的一間本店，開業多年後B仔涼粉的名氣使慕名而來客人持續增加，店方才在元朗又新街56號置富中心地下開設分店。

## B仔名稱由來
B仔的名稱來自糖水店的一位外號「康B」的熟客，他當時為駐守於元朗警署的警務人員。

## 遭食環署吊銷牌照
2018年6月30日，食物環境衛生署吊銷佳記甜品在元朗又新街分店的普通食肆牌照（俗稱「釘牌」），原因是該店屢次非法擴展營業範圍，違反《食物業規例》（香港法例第132X章），在2018年2月共有8次被法庭定罪紀錄，共罰款3.2萬元，在違例記分制下持牌人180分遭全部扣滿。又新街分店被釘牌後，佳記甜品只餘元朗教育路、持小食食肆牌照的分店。
元朗又新街分店遭吊銷牌照後，有記者到現場採訪發現店舖仍然準時開門營業，至少持續至7月5日。就現場所見，直至7月21日，有關分店仍有無牌經營。有顧客稱食物味道好，會繼續光顧，又有顧客稱會看重食物衛生多些，又認為其被「釘牌」的原因與食物質素無關。店舖負責人就對「釘牌」及無牌經營一事三緘其口。署方稱已檢控負責人，會繼續密切監察並適時採取行動。

## 外部連結
- B仔涼粉（元朗佳記甜品）（页面存档备份，存于）